# حكومة سمير الرفاعي الثالثة
حكومة سمير الرفاعي الثالثة هي الحكومة الرابعة والعشرون من حكومات المملكة الأردنية الهاشمية. شكّل سمير الرفاعي الحكومة في 4 ديسمبر 1950، بتكليف من ملك الأردن عبد الله الأول بن الحسين. وقد حلّت الحكومة في 25 يوليو 1951.